# Сальков, Евгений Андреевич
Евгений Андреевич Сальков (1879 — 1942) — герой русско-японской войны, генерал-майор, командир 140-го пехотного Зарайского полка.

## Биография
Из потомственных дворян Воронежской губернии. Уроженец Черниговской губернии.
Окончил Александровский кадетский корпус (1896) и 1-е военное Павловское училище по 1-му разряду (1898), откуда выпущен был подпоручиком в 12-й гренадерский Астраханский полк. 2 августа 1901 года переведен в лейб-гвардии Павловский полк. Произведен в поручики 6 декабря 1902 года.
С началом русско-японской войны, 15 апреля 1904 года переведен в 35-й Восточно-Сибирский стрелковый полк с переименованием в штабс-капитаны. Был ранен. Удостоен ордена св. Георгия 4-й степени
За доблестный подвиг храбрости, оказанный им 14 января 1905 года близ Хегоутая, при взятии сильной неприятельской позиции, причем он первым ворвался в укрепления.
11 июня 1905 года переведен в лейб-гвардии Павловский полк поручиком. Произведен в штабс-капитаны 6 декабря 1906 года. Принимал участие в выработке наставления для обучения войск гимнастике по сокольской системе, с 1907 года руководил школой инструкторов по гимнастике в лейб-гвардии Гусарском полку. 11 мая 1911 года переведен в Пажеский корпус младшим офицером, с зачислением по гвардейской пехоте. Произведен в капитаны 6 декабря 1911 года.
28 мая 1914 года произведен в полковники на основании Георгиевского статута, с переводом в 148-й пехотный Каспийский полк, в рядах которого и вступил в Первую мировую войну. Командовал батальоном. Пожалован Георгиевским оружием
За то, что 15 октября 1914 года, под сильнейшим ружейным огнем противника переправился через р. Каменную у гор. Торлова и, проявив личное мужество и храбрость, выбил австрийцев из окопов, чем дал возможность переправиться всей дивизии.
28 января 1915 года назначен командиром 140-го пехотного Зарайского полка, в каковой должности состоял до 1917 года. 30 октября 1916 года произведен в генерал-майоры «за отличия в делах против неприятеля».
В эмиграции в Чехословакии. В 1920 году в Праге вступил в организацию «Пражский сокол». В 1921—1922 годах руководил младшей дружиной гимнастического общества «Сокол в Субботице». В 1923 году основал общество «Русский сокол», участвовал в реорганизации Союза русского сокольства. В 1931 году побывал в сокольских обществах в Ницце, Каннах и Медоне, в Париже читал лекции об истории и деятельности сокольства. С 1931 года состоял ответственным редактором журнала «Русский сокольский вестник». В 1932 году в Париже организовал Комитет общественных деятелей по подготовке к слету сокольства в Праге. Был членом Успенского братства (1942). Умер в 1942 году. Похоронен на Ольшанском кладбище.

## Награды
- Орден Святой Анны 3-й ст. с мечами и бантом (ВП 05.11.1906)
- Орден Святого Георгия 4-й ст. (ВП 07.07.1907)
- Орден Святого Владимира 3-й ст. с мечами (ВП 10.01.1915)
- мечи к ордену Св. Анны 2-й ст. (ВП 22.02.1915)
- Георгиевское оружие (ВП 09.03.1915)